# 佩盖罗勒德莱斯卡莱特
佩盖罗勒-德莱斯卡莱特（法語：Pégairolles-de-l'Escalette，法語發音：[peɡɛʁɔl də lɛskalɛt]）是法国埃罗省的一个市镇，位于该省北部，属于洛代沃区。

## 地理
佩盖罗勒-德莱斯卡莱特（43°48'10"N, 3°19'22"E）面积32.13 平方千米，位于法国奧克西塔尼大區埃罗省，该省份为法国南部沿海省份，南濒地中海，西南接奥德省，西北接塔恩省和阿韦龙省，东北与加尔省接壤。
与佩盖罗勒-德莱斯卡莱特接壤的市镇（或旧市镇、城区）包括：勒克罗、洛鲁、普若尔、圣埃蒂安德古尔加、圣费利德耶拉、圣米歇尔、苏贝斯。
佩盖罗勒-德莱斯卡莱特的时区为UTC+01:00、UTC+02:00（夏令时）。

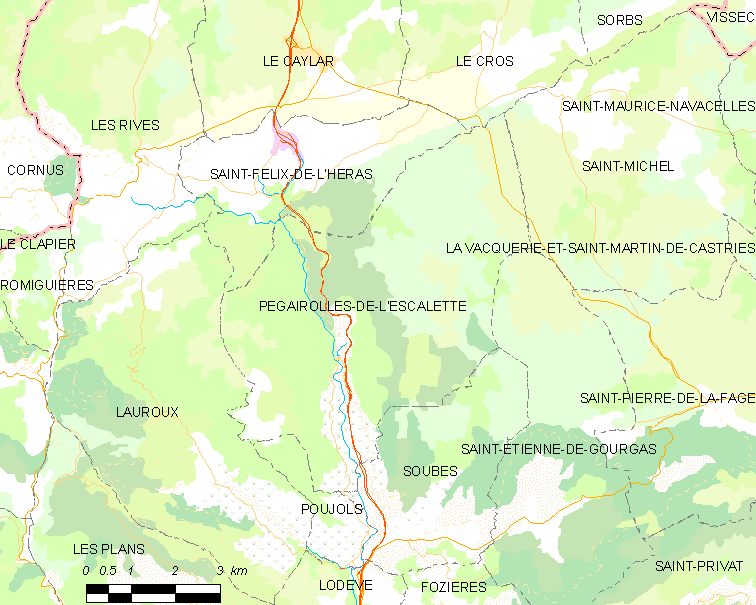
佩盖罗勒-德莱斯卡莱特的OSM定位图

## 行政
佩盖罗勒-德莱斯卡莱特的邮政编码为34700，INSEE市镇编码为34196。

## 政治
佩盖罗勒-德莱斯卡莱特所属的省级选区为洛代沃县。

## 人口
佩盖罗勒-德莱斯卡莱特于2022年1月1日时的人口数量为152人。

1962-2008年间佩盖罗勒-德莱斯卡莱特人口变化图示